# Xylopia flexuosa
Xylopia flexuosa Diels – gatunek rośliny z rodziny flaszowcowatych (Annonaceae Juss.). Występuje endemicznie we wschodniej części Madagaskaru. 

## Morfologia
PokrójZimozielone drzewo dorastające do 8–10 m wysokości. Kora ma szarawą barwę.
LiścieMają podłużnie eliptyczny kształt. Mierzą 7–11 cm długości oraz 2,5–3,5 szerokości. Są prawie skórzaste. Wierzchołek jest spiczasty. Ogonek liściowy jest nagi i dorasta do 3–4 cm długości.
KwiatySą pojedyncze. Rozwijają się w kątach pędów. Działki kielicha są owłosione i mają owalnie trójkątny kształt. Płatki mają kształt od lancetowatego do trójkątnego i dorastają do 24–28 mm długości. Są owłosione, prawie takie same. Słupków jest do 25 do 35. Są owłosione i mierzą 1 mm długości.
OwoceZłożone z czerniawych rozłupni. Mają podłużny kształt. Osiągają 25 mm długości oraz 4–5 mm średnicy.

## Biologia i ekologia
Rośnie w lasach.